# Didouche Mourad
Didouche Mourad (în arabă ديدوش مراد) este o comună din provincia Constantine, Algeria.
Populația comunei este de 44.951 de locuitori (2008).